# Phyllocercus bicoloripes
Phyllocercus bicoloripes är en insektsart som beskrevs av Boris Petrovich Uvarov 1941. Phyllocercus bicoloripes ingår i släktet Phyllocercus och familjen gräshoppor. Inga underarter finns listade i Catalogue of Life.